# Nkolemboula
Nkolemboula (ou Nkolmboula) est un village du Cameroun situé dans le département du Dja-et-Lobo et la région du Sud, non loin du Gabon et de la République du Congo, sur la route qui relie Mintom II à Zoulameyong. Il fait partie de la commune de Mintom.

## Population
En 1963, Nkolemboula comptait 58 habitants, pour la plupart des Fang. Lors du recensement de 2005, 217 personnes y ont été dénombrées.